# アルバート・ニコラス
アルバート・ニコラス（Albert Nicholas、（1900年5月27日 - 1973年9月3日）は、アメリカのジャズ・クラリネット奏者で、1953年以降は主にヨーロッパを拠点に活動した。

## 略歴
ニコラスの主な楽器はクラリネットで、故郷であるアメリカ合衆国ルイジアナ州ニューオーリンズでロレンツォ・ティオに師事した。1910年代後半には、バディ・プティ、キング・オリヴァー、マヌエル・ペレスと共演。商船隊に3年間所属した後、1925年から1927年までシカゴでオリヴァーと共演した。東アジアとエジプトで過ごした後、ニコラスは1928年にニューヨークへ戻り、1933年までルイス・ラッセルと共演している。そこでレッド・アレン、チャーリー・ホームズ、J・C・ヒギンボサムとも共演した。その後、チック・ウェッブ、ルイ・アームストロング（ラッセルと共演）、ジェリー・ロール・モートンと共に演奏した。
1940年代後半のデキシーランド・ジャズ・リバイバルは彼のキャリアに新たな活力を与え、アート・ホーディス、バンク・ジョンソン、キッド・オリーと共演し、1948年にはラルフ・サットンと定期的に共演した。
1953年、ニコラスはフランスのパリに移住した。1959年から1960年にかけてのアメリカでのレコーディング・セッションを除き、彼は残りの人生の大半をヨーロッパで過ごした。
ニコラスは1973年9月、スイスのバーゼルにて73歳で亡くなった。

## ディスコグラフィ

### リーダー・アルバム
- Albert Nicholas & Mezz Mezzrow (1956年、Jazztone])
- The Scobey Story Vol. 1 (1959年、Good Time Jazz)
- Albert Nicholas with Art Hodes' All-Star Stompers (1964年、Delmark)
- Albert's Blues (1966年、77 Records)
- Barney Bigard/Albert Nicholas (1969年、RCA)
- 『グレイト・トラディショナリスト・イン・ヨーロッパ』 - The Great Traditionalists In Europe (1970年、MPS) ※with ハーブ・フレミング、ネルソン・ウィリアムス、ベニー・ウォーターズ、ジョー・ターナー
- 『ニューオリンズ・クラリネット』 - New Orleans Clarinet (1970年、Disques Vogue)
- A Tribute to Jelly Roll Morton (1972年、Storyville)
- Albert Nicholas and The Traditional Jazz Studio (1972年、Supraphon)
- Albert Nicholas with Alan Elsdon's Band Vol. 1 (1995年、Jazzology)
- Albert Nicholas with Alan Elsdon's Band Vol. 2 (1996年、Jazzology)
- Story 1926–1947 (1998年、EPM)
- New Orleans Clarinet (2006年、Sanctuary)
- Albert Nicholas & Herb Hall (2015年、GHB)
- Albert Nicholas In Europe (2018年、Upbeat)
- As It Is When It Was (2020年)